# Lesachtal
Lesachtal (słoweń. Lesna dolina) – gmina w Austrii, w kraju związkowym Karyntia, w powiecie Hermagor. Według Austriackiego Urzędu Statystycznego liczyła 1365 mieszkańców (1 stycznia 2015).